# Profijtbeginsel
Het profijtbeginsel is een belangrijke gedachte uit de leer over de openbare financiën. 
De overheid produceert allerlei goederen en diensten, zoals openbaar vervoer of gezondheidszorg. De overheid kan deze goederen gratis verstrekken. Het nadeel van gratis verstrekken is dat de consument niet wordt gedwongen tot een eigen afweging over het nut van dit goed. Daarom vraagt de overheid voor veel diensten een prijs. Deze prijsstelling heeft twee bedoelingen:
- de consumenten een afweging laten maken over het nut van het goed
- de consumenten te laten bijdragen in de kosten van het goed of dienst.

Het profijtbeginsel werd in 1971 in de Nederlandse politiek geïntroduceerd door Willem Drees jr., lijsttrekker van de Democratisch Socialisten '70 en topambtenaar op Financiën. Het werd een kernthema in het regeringsprogramma van het kabinet-Biesheuvel, maar door de korte levensduur daarvan kwam er weinig van terecht. Wel gaf het de aanzet tot de vertienvoudiging van het collegegeld in de volgende decennia.
Sinds de jaren 80 is het profijtbeginsel een belangrijk beleidsinstrument geworden. De invoering van dit beginsel bevordert een goede verdeling van goederen en diensten overeenkomstig de wensen van de mensen.
Het profijtbeginsel is gebaseerd op de gedachte dat burgers en bedrijven moeten bijdragen in de kosten van de door de overheid voortgebrachte voorzieningen naar de mate van het profijt dat zij (de burgers) van die voorzieningen hebben. Een voorbeeld van een belasting die hierop gebaseerd is, is de motorrijtuigenbelasting. Bedoeld als bijdrage van de automobilist voor de aanleg en het onderhoud van wegen en straten, worden nu echter de inkomsten daaruit aan de algemene middelen toegevoegd. De redenatie daarachter is, dat het automobilisme veel maatschappelijke kosten met zich brengt, zoals verpleeg- en revalidatiekosten van verkeersslachtoffers en milieuschade. Hier wordt het profijtbeginsel dus aangevuld met een ander beleidsinstrument uit dezelfde tijd: de vervuiler betaalt.
Haaks op het profijtbeginsel (wie profijt heeft, betaalt), staat soms het billijkheidsbeginsel of draagkrachtbeginsel. Dit beginsel houdt in dat de hogere inkomens hogere belastingtarieven hebben dan de lagere inkomens.
De theorie van het profijt en de draagkracht staat deels in het kader van de effecten die belastingen en subsidie bedoeld en onbedoeld hebben.

Een subsidie heeft als effect dat men iets bevordert. Zo kan het zijn dat de overheid boeren wil steunen maar dat overproductie van melk (melkplassen) het gevolg is.

Een belasting gaat tevens iets tegen. Zo kan meer belasting op (sommig) werk ertoe leiden dat mensen minder geneigd zijn te studeren of carrière te maken voor een beter betaalde baan, of meer zwart gaan werken.

Het strikt toepassen van het profijtbeginsel, is een manier om dergelijke onbedoelde neveneffecten te voorkomen. Men zou dan niet de productiefactor arbeid moeten belasten maar onder andere naar de mate van gebruik van openbare voorzieningen.